# برتی فاستر
برتی فاستر (انگلیسی: Bertie Foster؛ 1 November 1884 – ۲۹ مهٔ ۱۹۵۹ (۷۴ سال)) بازیکن فوتبال اهل بریتانیا بود.
از باشگاه‌هایی که در آن بازی کرده‌است می‌توان به باشگاه فوتبال لینکولن سیتی و باشگاه فوتبال گرنثم تاون اشاره کرد.